# 필리프 자루스키

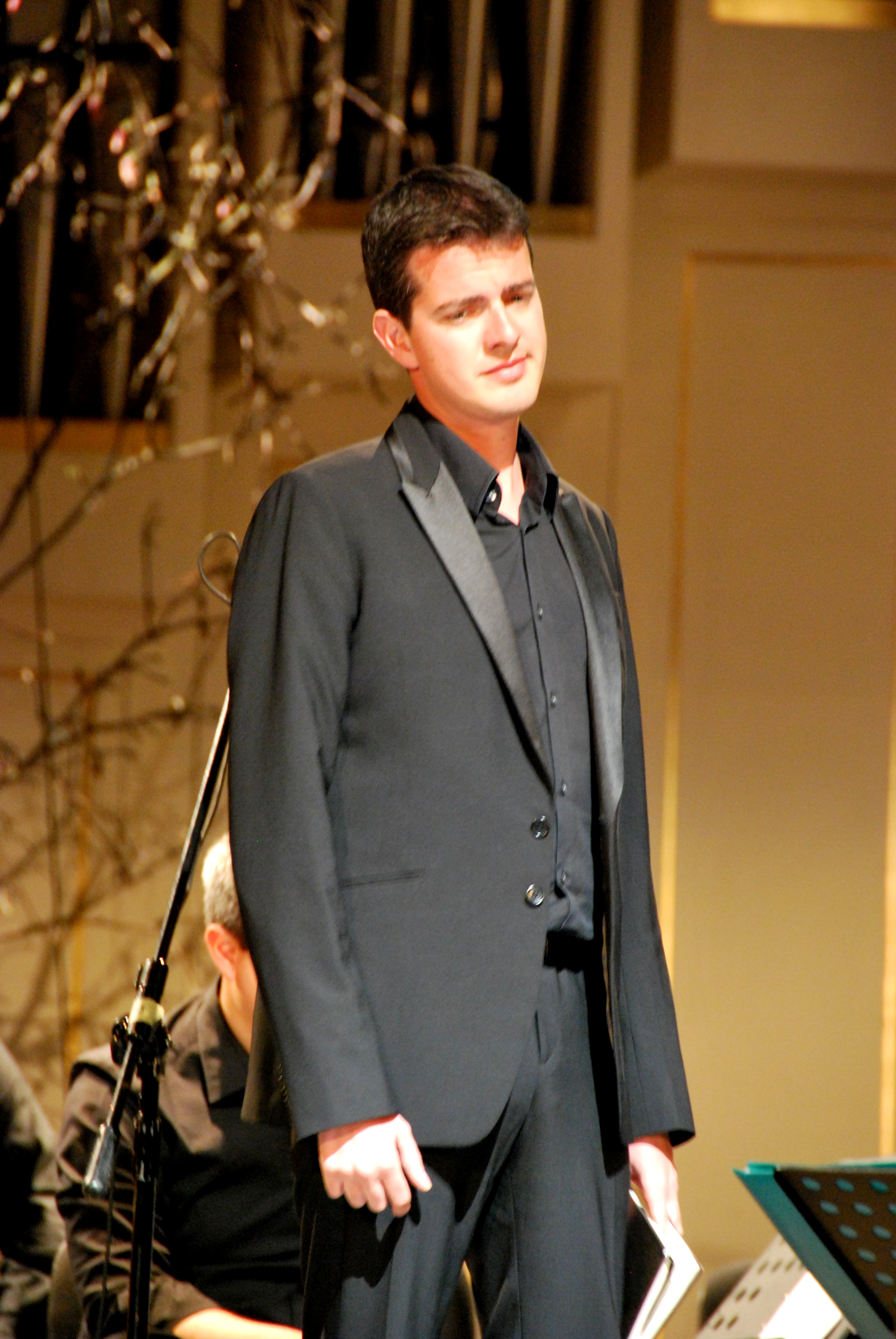
필리프 자루스키

필리프 자루스키(프랑스어: Philippe Jaroussky, 1978년 2월 13일 ~ )는 프랑스의 카운터테너 가수이다.